# Visconte Maggiolo

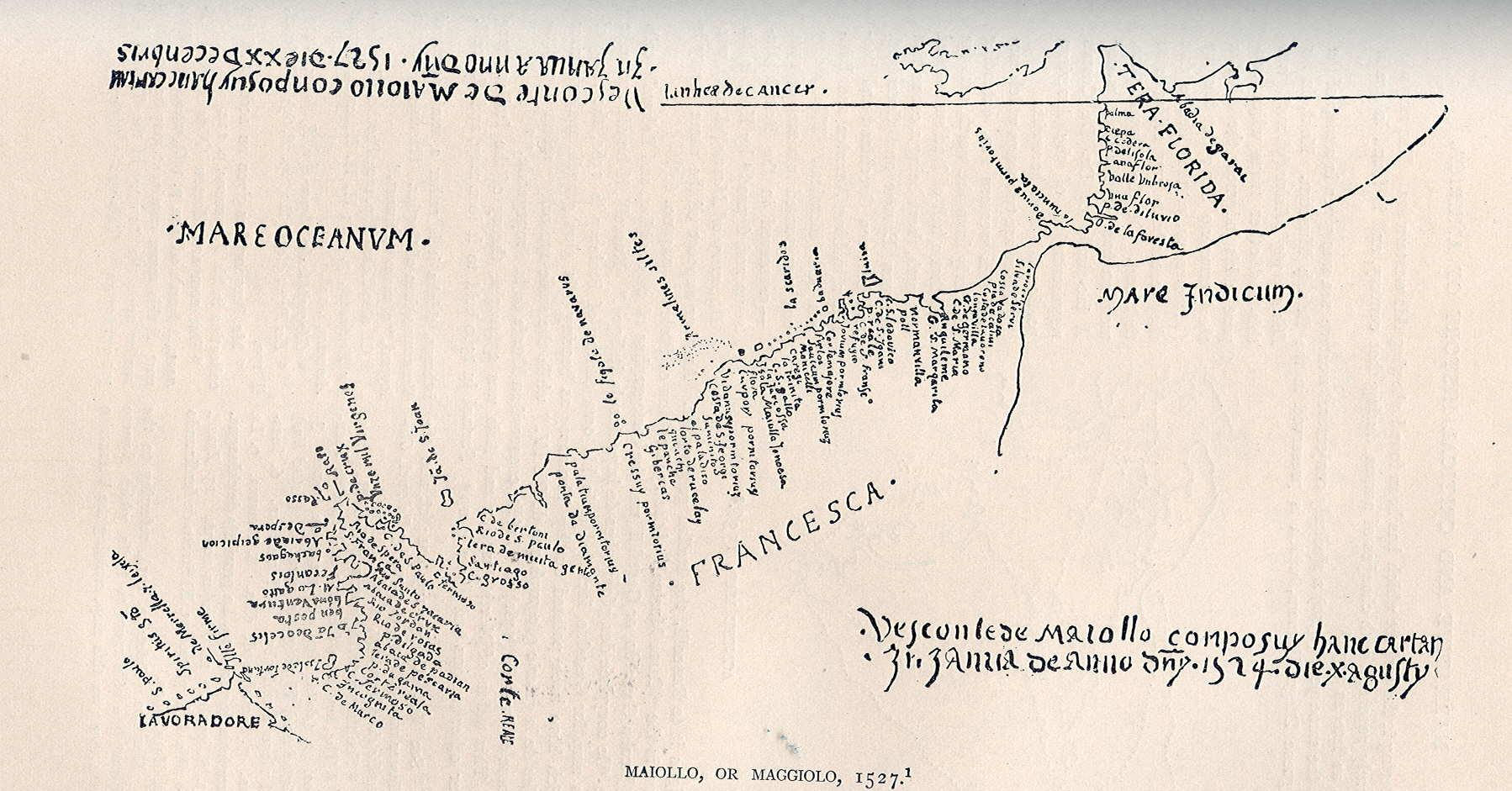
1527 mapa por Visconte Maggiolo mostrando la costa del este de América del Norte con "Tera Florida" en el superior y "Lavoradore" (Labrador) en el fondo. La información presuntamente provino Giovanni da Verrazzano viaje en 1524 (Ambrosian Biblioteca en Milán, Italia.)

Visconte Maggiolo (1478 – después de 1549), también escrito Maiollo y Maiolo, era un cartógrafo italiano.

## Biografía
Nació en Génova y posiblemente fue un marinero amigo del explorador Giovanni da Verrazzano. En 1511 se mudó a Nápoles donde produjo tres atlas náuticos que todavía existen ahora. Algunos historiadores dicen que murió de malaria en 1530. Documentos archivados muestran que él siguió vivo en Génova hasta 1549, pero para 1561 definitivamente estaba muerto.
En 1527 desarrolló un mapa que describe los viajes de Verrazzano. Este mapa tuvo un error importante (supuesto "Mar Verrazzano" con su "Istmo Verrazzano," como Giovanni incorrectamente describió el continente norteamericano). Este error siguió apareciendo en mapas por más de un siglo. Una copia de este mapa de 1527 fue destruida durante la Segunda Guerra Mundial.
Hay varias cartas portulanas, atlas , una del Mediterraneo de 1547 y al menos otros dos mapas mundiales hechos por Vesconte Maggiolo: uno fechado Genoa, 1531; otro mantenido en una biblioteca pública en Treviso está fechado Genoa, 1549.

## Galería

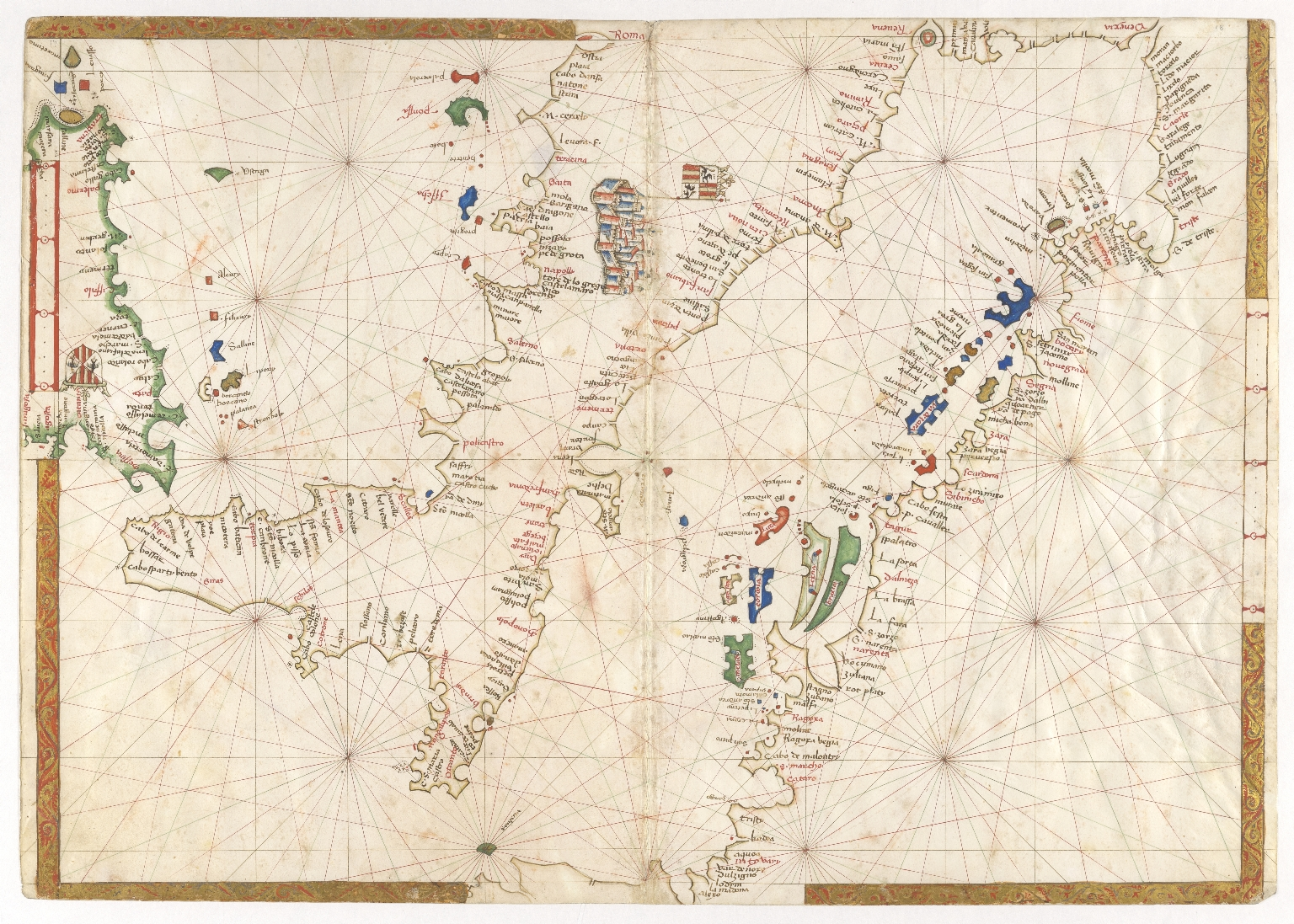
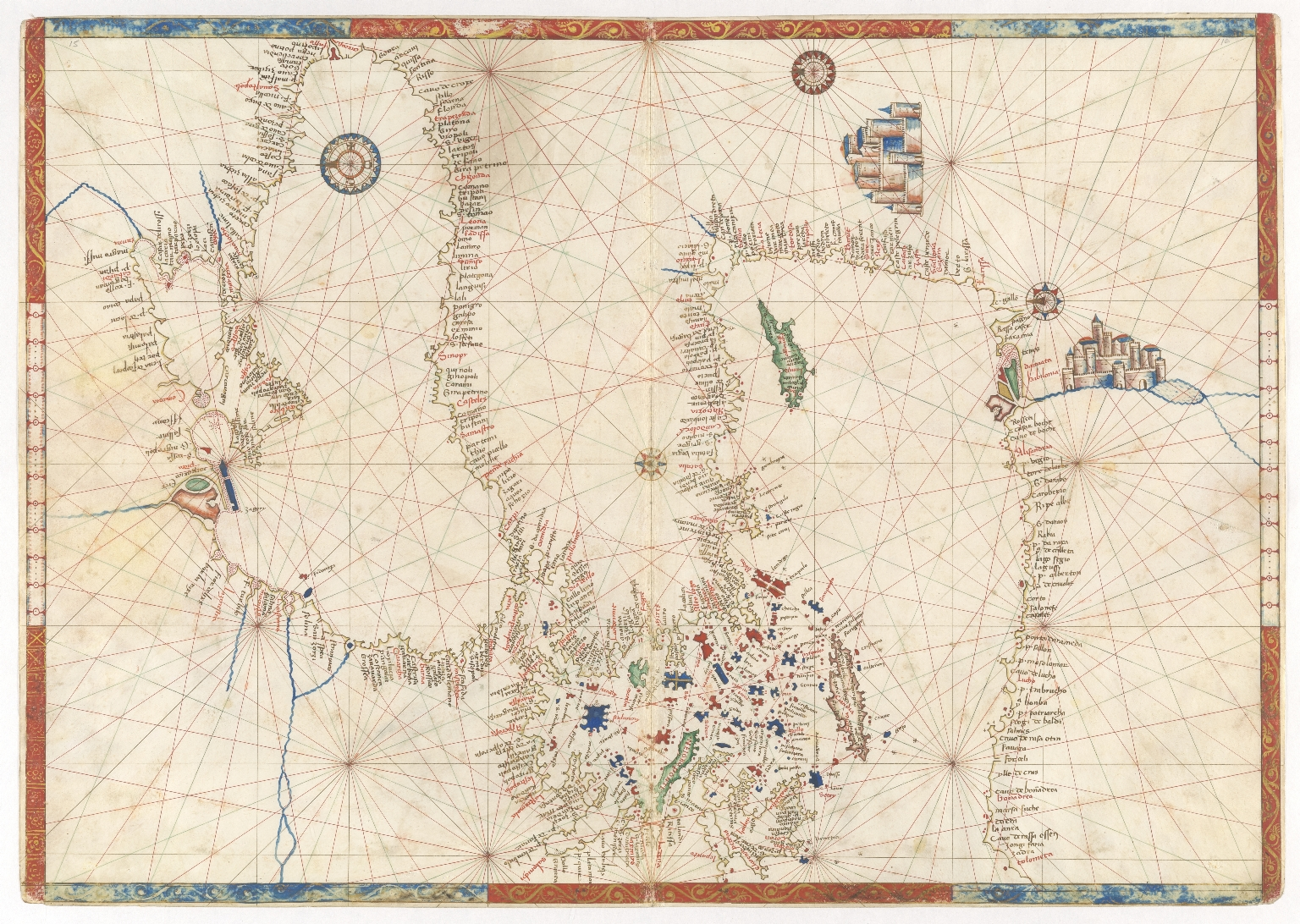
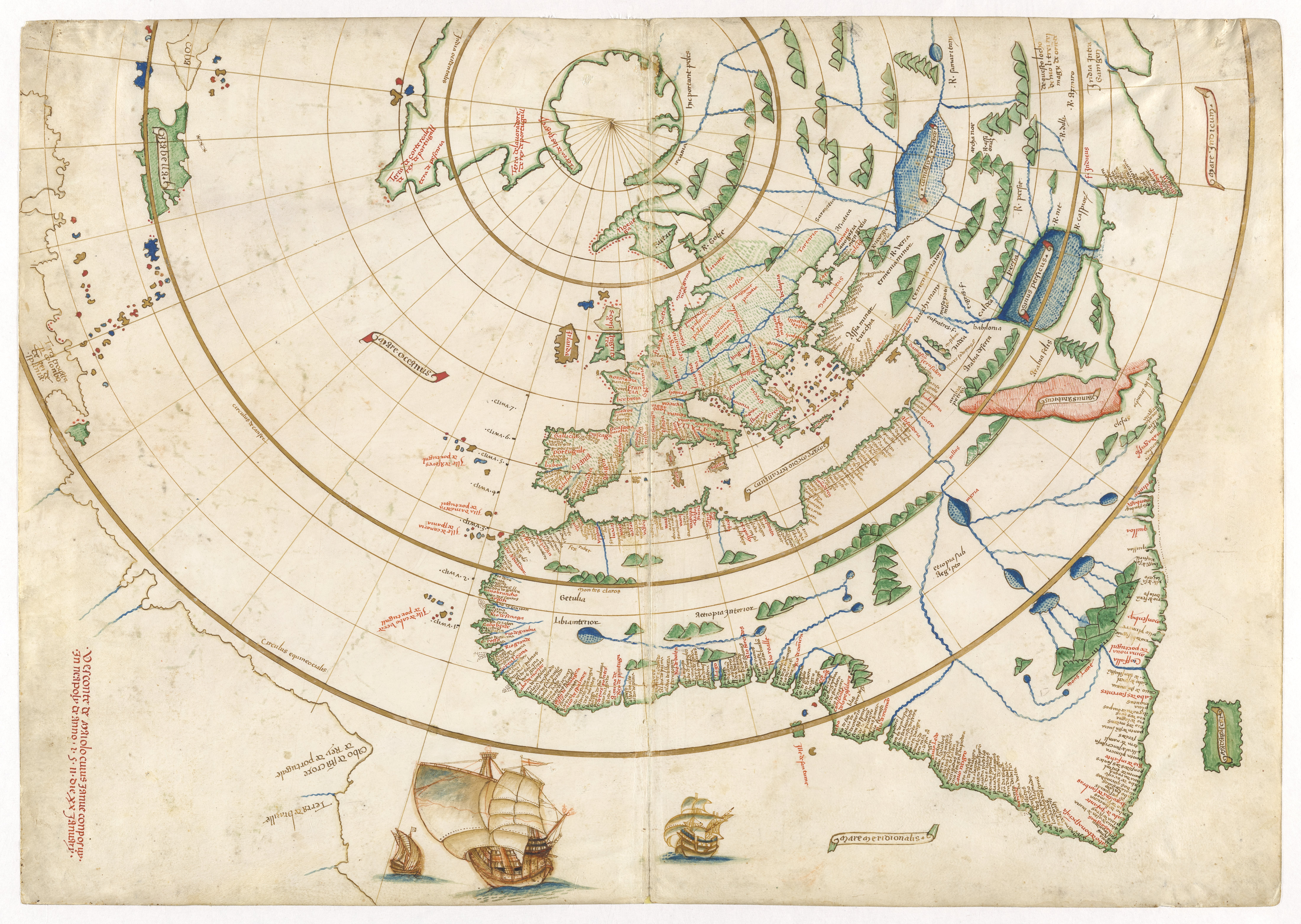
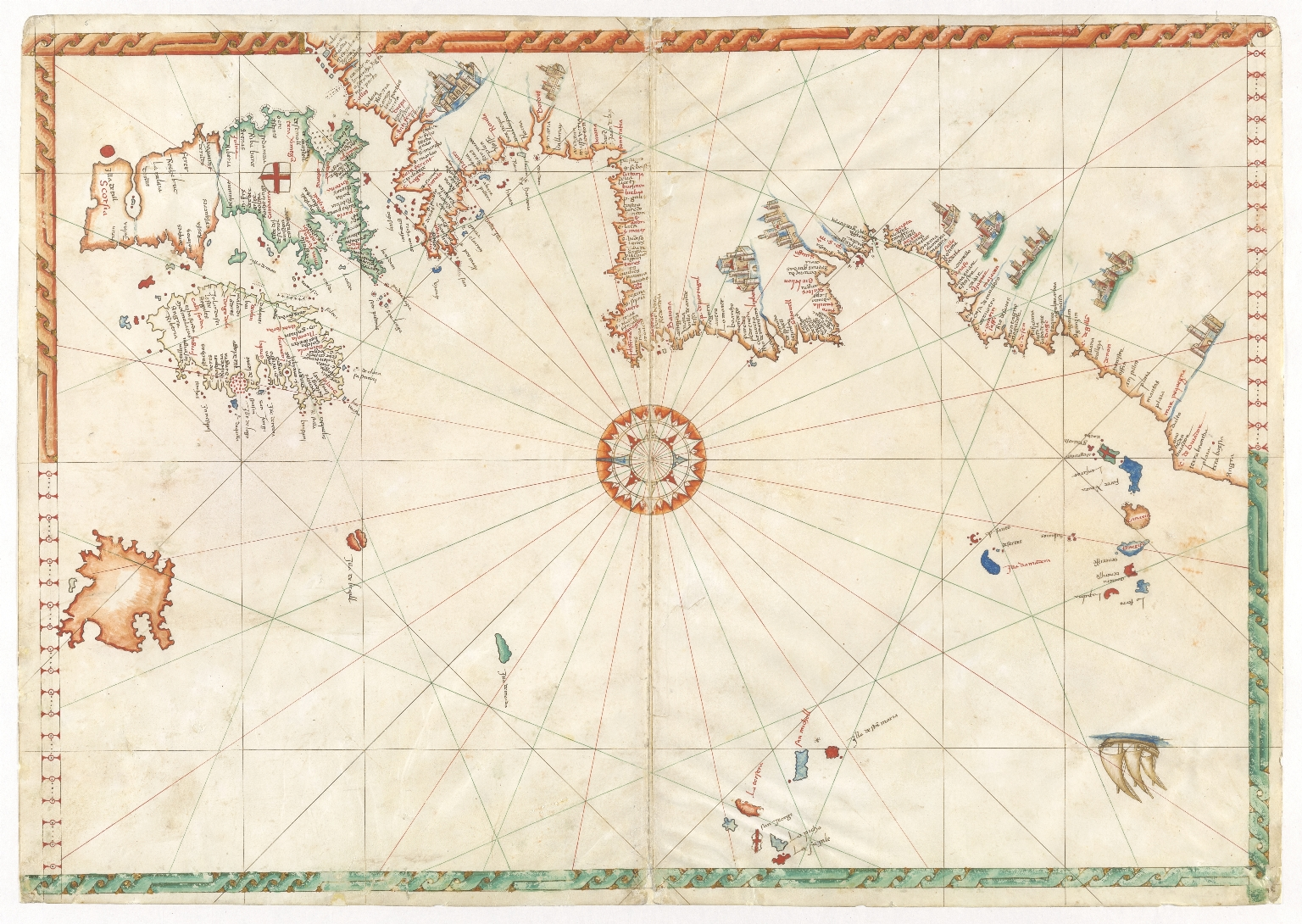
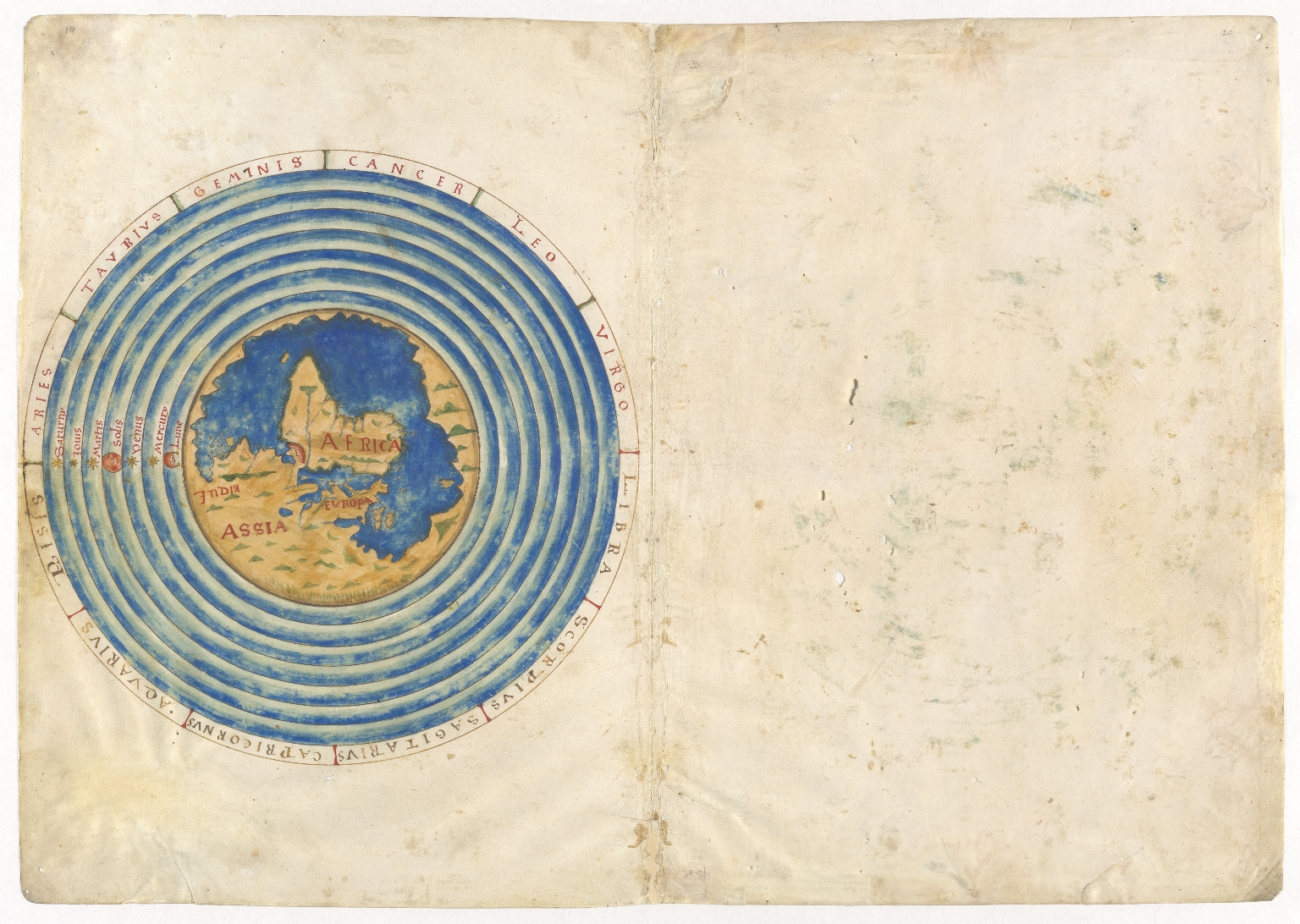
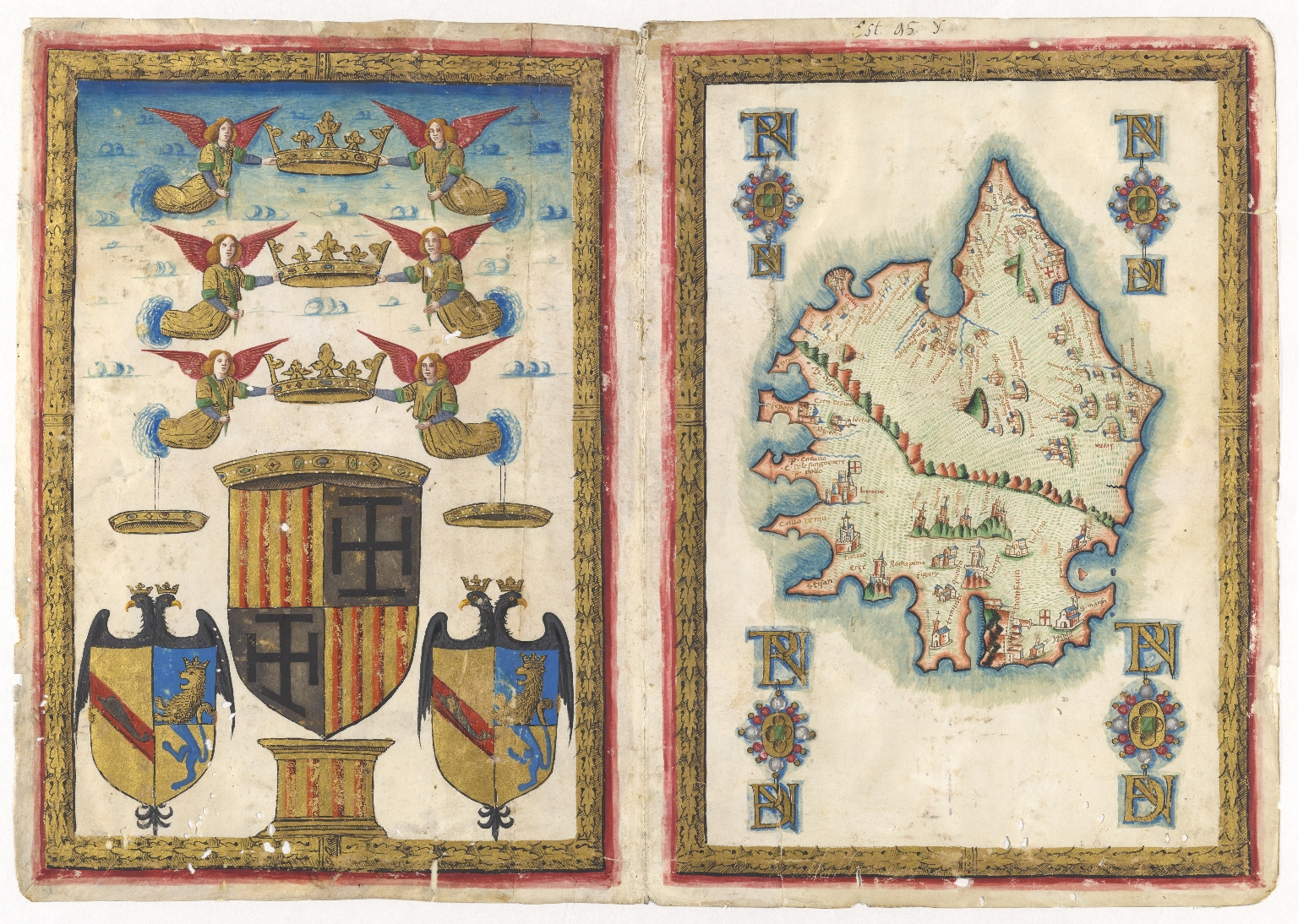
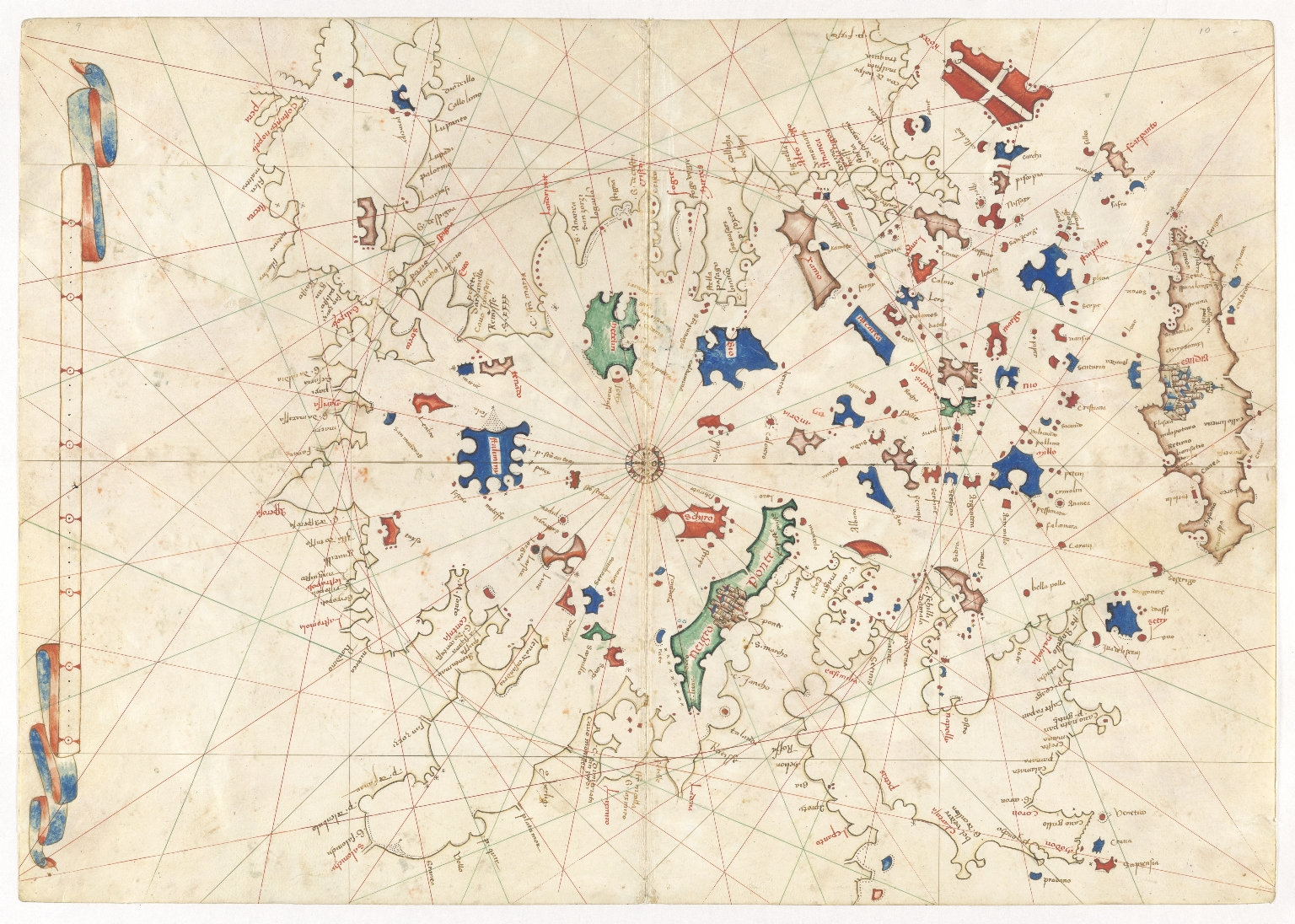
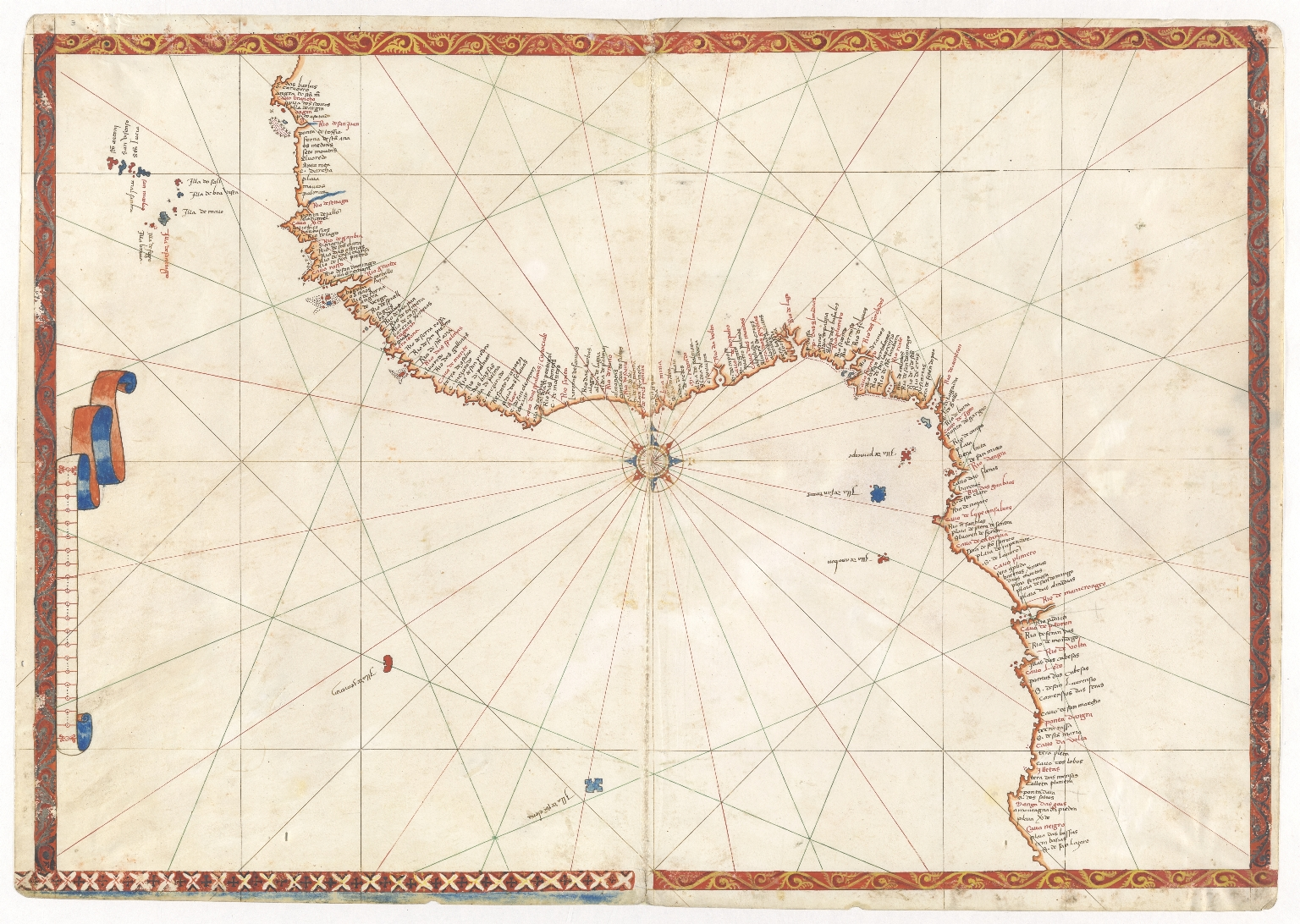
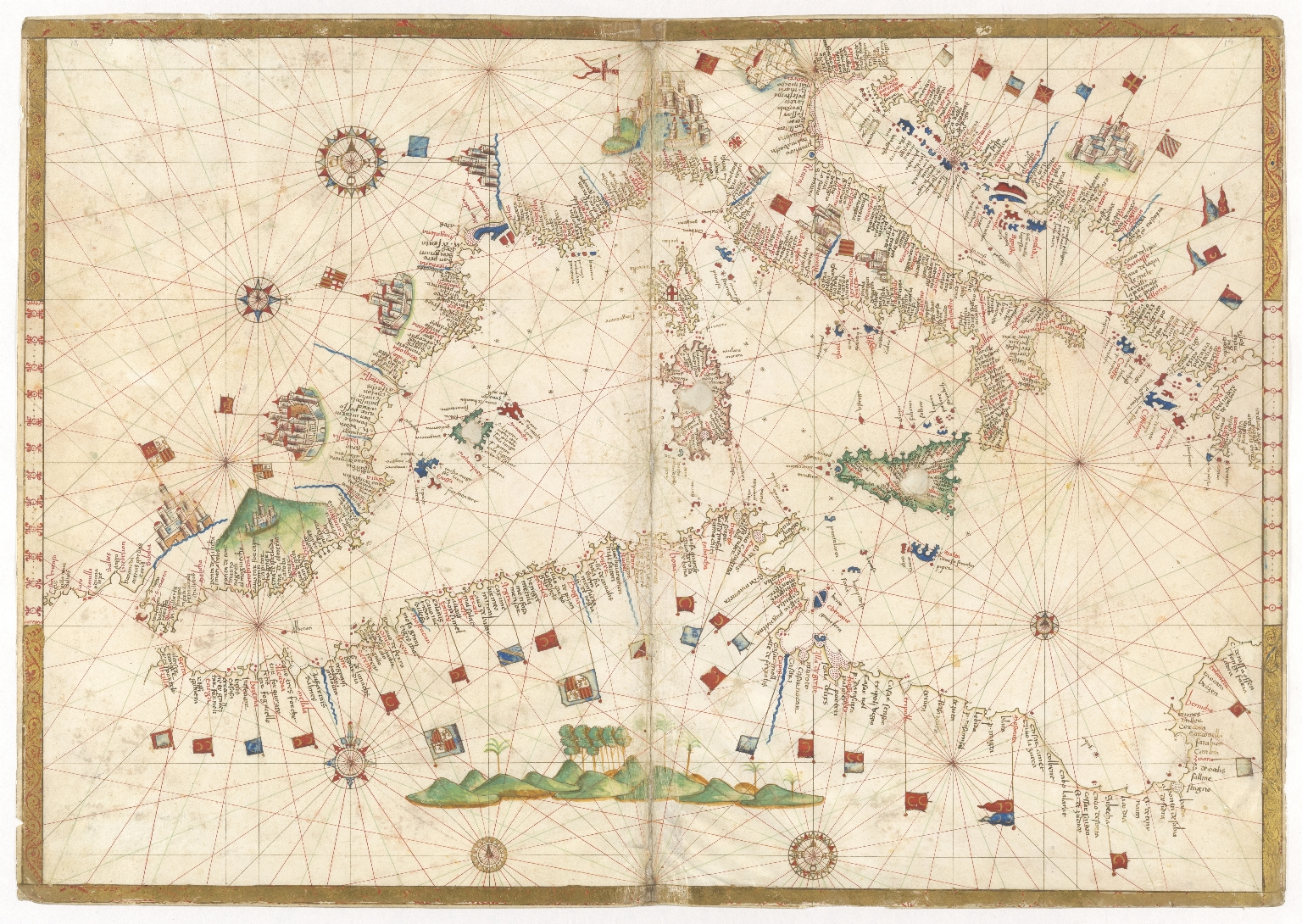